# Vagttårnets Bibel- og Traktatselskab
Vagttårnets Bibel- og Traktatselskab (eller Vagttårnsselskabet) er Jehovas Vidners Vagttårnselskab.
Ifølge vedtægterne er Selskabets hovedformål: 
| Citat | „At forkynde evangeliet om Guds rige under Kristus Jesus for alle nationer til et vidnesbyrd om den almægtige Gud JEHOVAS navn, ord og overhøjhed.“ | Citat |
|       | |       |

 I praksis betyder det at selskabet står for de praktiske ting, som for eksempel at organisere menighederne, organisere stævner, udgive bibler, bøger, blader, brochurer og traktater med flere. Desuden er der 166 kontorer i hele verden. 
Hovedkontoret er i Brooklyn New York. Her findes også det Styrende Råd som leder Jehovas Vidner i åndelig forstand. Det er dog ikke del af Vagttårnetselskabet. De fleste lande har et afdelingskontor, som kaldes Betelhjem. Det danske afdelingskontor ligger i Holbæk og de, som arbejder og bor på Betel, kaldes Betelitter. Fra 1. september 2012 lukker det svenske og norske betelhjem og kontoret i Holbæk tager over for disse tre lande. 
Menighedernes medlemmer mødes i rigssale, som svarer til andre religioners kirker eller bedesteder. Disse rigssale har egne foreninger, men bliver styret af landskontoret.

## Historie
- 16. februar 1881 blev Vagttårnselskabet stiftet. "Zion’s Watch Tower Tract Society" indregistreres i Pennsylvanien den 15. december 1884.[2]
- Vagttårnsselskabets første afdelingskontor åbnedes i London i 1900.
- I april 1909 flyttede selskabet til Brooklyn.

## Juridisk redskab
- Den vigtigste korporation er i USA og hedder Watch Tower Bible and Tract Society of Pennsylvania[3]; denne korporation er ejer af copyright på deres publikationer.
- En anden korporation er Watchtower Bible and Tract Society of New York, Inc.; denne korporation bruges som administrativ-forvaltningsmæssige aspekter, særdeles i USA, for eksempel køb og forvaltning af ejendomme.[4][5] Dens nuværende præsident er Leon Weaver Jr;

### I Danmark
- Vagttårnets Bibel- og Traktatselskab. Ordfører var Jørgen Larsen til sin død i 2014 på betelhjemmet i Holbæk.[6]

### "Selskabets Rigssalskonto"
Selskabets Rigssalskonto er et fond, hvorfra der bliver givet lån til de enkelte menigheder. Pengene stammer fra frivillige bidrag, givet til denne konto.

### "Verdensomspændende arbejde"
Alle bidrag, der ikke er markeret til et bestemt mål, går til det "verdensomspændende arbejde". De bliver anvendt, hvor det er mest nødvendigt.

## Selskabets stab
I Holbæk arbejder cirka 30 medarbejdere. Michael Bjørk arbejder her som oversætter, og Erik Jørgensen er talsmand for de danske Jehovas Vidner. 
Staben af Watch Tower Bible and Tract Society of Pennsylvania er siden 1. september 2005 som fælgende:
- Præsident: Don Alden Adams
- Vice-præsident: Robert W. Wallen, William F. Malenfant
- Sekretæren / kasserer: Richard E. Abrahamson
- Bestyrelse: Danny L. Bland, Philip D. Wilcox, John N. Wischuk

### Præsidenter
| Billede                                                                           | Præsident i Vagttårnets Bibel- og Traktatselskab | Født / Død                                                                         | Embedsperiode indledt                 | Vicepræsident i Vagttårnets Bibel- og Traktatselskab | Kommentar: |
| --------------------------------------------------------------------------------- | ------------------------------------------------ | ---------------------------------------------------------------------------------- | ------------------------------------- | --- | ---------- |
|                                                                                   | William Henry Conley                             | 11. juni 1840, (??) † 25. juli 1897, Pittsburgh, Pennsylvania                      | 16. februar 1881                      | Joseph L. Russell |            |
| Præsident i Zion's Watch Tower Society da selskabet blev stiftet.                 | William Henry Conley                             | 11. juni 1840, (??) † 25. juli 1897, Pittsburgh, Pennsylvania                      | 16. februar 1881                      | Joseph L. Russell |            |
|                                                                                   | Charles Taze Russell                             | 16. februar 1852, Allegheny (Pennsylvania, USA) † 31. oktober 1916, Pampa (Texas)  | 15. december 1884                     | William I. Mann (?) Henry Weber (1884 – 1904) W.C. McMillan (?) |            |
| "Pastor" Russell var præsident da Zion's Watch Tower Society blev indregistreret. | Charles Taze Russell                             | 16. februar 1852, Allegheny (Pennsylvania, USA) † 31. oktober 1916, Pampa (Texas)  | 15. december 1884                     | William I. Mann (?) Henry Weber (1884 – 1904) W.C. McMillan (?) |            |
|                                                                                   | Joseph Franklin Rutherford                       | 18. november 1869, Morgan (Missouri, USA) † 8. januar 1942 San Diego (Californien) | 6. januar 1917                        | Alfred I. Ritchie (1916) Andrew N. Pierson (1916) – ?) Charles H. Anderson (5. januar 1918 – 3. januar 1919) Charles A. Wise (4. januar 1919 – 1935) Nathan Homer Knorr (1935 – 1942) |            |
| "Dommer" Rutherford                                                               | Joseph Franklin Rutherford                       | 18. november 1869, Morgan (Missouri, USA) † 8. januar 1942 San Diego (Californien) | 6. januar 1917                        | Alfred I. Ritchie (1916) Andrew N. Pierson (1916) – ?) Charles H. Anderson (5. januar 1918 – 3. januar 1919) Charles A. Wise (4. januar 1919 – 1935) Nathan Homer Knorr (1935 – 1942) |            |
|                                                                                   | Nathan Homer Knorr                               | 23. april 1905, Bethlehem (Pennsylvania, USA) † 8. juni 1977 (Brooklyn New York)   | 13. januar 1942                       | Hayden Cooper Covington (1942-1945) Frederick William Franz (1945-1977) |            |
|                                                                                   | Nathan Homer Knorr                               | 23. april 1905, Bethlehem (Pennsylvania, USA) † 8. juni 1977 (Brooklyn New York)   | 13. januar 1942                       | Hayden Cooper Covington (1942-1945) Frederick William Franz (1945-1977) |            |
|                                                                                   | Frederick William Franz                          | 12. september 1893, Covington (Kentucky, VS) † 22. december 1992 (Brooklyn USA)    | 22. juni 1977                         | Milton George Henschel (1977 – 1992) |            |
|                                                                                   | Frederick William Franz                          | 12. september 1893, Covington (Kentucky, VS) † 22. december 1992 (Brooklyn USA)    | 22. juni 1977                         | Milton George Henschel (1977 – 1992) |            |
|                                                                                   | Milton George Henschel                           | 9. august 1920, Pomona, New Jersey. † 22. marts 2003 (Brooklyn New York)           | 30. december 1992 til 7. oktober 2000 | W. Lloyd Barry (? – 1999) |            |
| Henschel trådte tilbage for at give plads for en ny organisationsstruktur.        | Milton George Henschel                           | 9. august 1920, Pomona, New Jersey. † 22. marts 2003 (Brooklyn New York)           | 30. december 1992 til 7. oktober 2000 | W. Lloyd Barry (? – 1999) |            |
|                                                                                   | Don Alden Adams                                  | 1925, Oak Park, Illinois, USA                                                      | 7. oktober 2000                       | Robert W. Wallen William F. Malenfant |            |
|                                                                                   | Don Alden Adams                                  | 1925, Oak Park, Illinois, USA                                                      | 7. oktober 2000                       | Robert W. Wallen William F. Malenfant |            |
|                                                                                   | Robert Ciranko                                   |                                                                                    | 2016                                  | Robert W. Wallen William F. Malenfant |            |
|                                                                                   | Robert Ciranko                                   |                                                                                    | 2016                                  | Robert W. Wallen William F. Malenfant |            |